# Renzo Piano (film 2016)
Renzo Piano è un film documentario del 2016 diretto da Carlos Saura.

## Trama
Il film mostra la progettazione e la costruzione del Centro Botin a Santander, in Spagna, a opera del famoso architetto Renzo Piano. È un racconto in presa diretta delle varie fasi di questo processo, da cui nasce dunque una riflessione sul processo creativo, artistico e cinematografico.

## Distribuzione
Il film è stato distribuito in Italia da I Wonder Pictures.